# Соломенные псы (фильм, 2011)
«Соломенные псы» (англ.  Straw Dogs) — американский триллер 2011 года, ремейк одноимённого фильма 1971 года, который, в свою очередь, является экранизацией романа Гордона Уильямса «Осада фермы Тренчера». Режиссёром, продюсером и сценаристом фильма является Род Лури. Мировая премьера состоялась 16 сентября 2011 года, в России — 10 ноября. Фильм не окупился в прокате и получил смешанные отзывы кинокритиков.

## Сюжет
Лос-анджелесский сценарист Дэвид Самнер вместе с женой Эми переезжает на Юг, в места её юности. Там, в тишине и покое, он планирует написать очередной сценарий. Но маленький городок оказывается весьма недружелюбным: селяне третируют новичков, провоцируя насилие. Дэвиду предстоит встать на защиту своей семьи и нравственных принципов.

## В ролях
- Джеймс Марсден — Дэвид Самнер
- Кейт Босворт — Эми Самнер
- Александр Скарсгард — Чарли Веннер
- Джеймс Вудс — тренер Том Хеддон
- Риз Койро — Норман
- Билли Лаш — Крис
- Дрю Пауэлл — Биг
- Доминик Пёрселл — Джереми Найлз
- Лаз Алонсо — помощник шерифа Джон Бёрк
- Уолтон Гоггинс — Дэниэл Найлз
- Уилла Холланд — Дженис Хеддон
- Энсон Маунт — тренер Стэн Милкенс

## Съёмки
- Съёмки фильма начались 16 августа 2009 года и проходили в городах Шривпорте[3][4] и Вивиане штата Луизиана.